# Trentepohlia (Mongoma) dummeri
Trentepohlia (Mongoma) dummeri is een tweevleugelige uit de familie steltmuggen (Limoniidae). De soort komt voor in het Afrotropisch gebied.